# Богое
Богое е планински проход (седловина) в северната част на Средна Стара планина, между Васильовска планина (част от Предбалкана) на север и Троянска планина (част от Средна Стара планина) на юг. По него се прокарва границата между Предбалкана и Главната Старопланинска верига.
Дължината на прохода е около 14,2 км, надморска височина на седловината – 1238 м.
Проходът свързва долината на река Бели Осъм на изток с долината на река Бели Вит на запад. Започва от центъра на село Шипково (Община Троян) на 762 м н.в. и с множество завои след 9,2 км се изкачва на седловината, навлиза в Община Тетевен и след 5 км слиза в долината на река Дебелщица (един от притоците на Бели Вит) на 920 м н.в. През седловината преминава 14,2-километров участък (от 12,4 до 26,6 км) от третокласния Републикански път III-358 Бели Осъм – Шипково – Тетевен (кв. Полатен). През зимния сезон пътят не се поддържа и е трудно проходим.

## Топографска карта
- Лист от карта K-35-37. Мащаб: 1 : 100 000.
- Лист от карта K-35-38. Мащаб: 1 : 100 000.